# Pena (Lisboa)
Pena é um bairro e antiga freguesia portuguesa do concelho de Lisboa, com 0,5 km² de área e 4 486 habitantes (2011). Densidade: 8 972 hab/km².
Foi criada em 1564, com a designação de Santana. Passou a designar-se Nossa Senhora da Penha em 1705, adoptando mais tarde o nome de Pena.
Como consequência de nova reorganização administrativa, oficializada a 8 de novembro de 2012 e que entrou em vigor após as eleições autárquicas de 2013, foi determinada a extinção da freguesia, passando o seu território integralmente para a nova freguesia de Arroios.

## População
★ No ano de 1864 pertencia ao Bairro Alto. Os seus limites foram fixados pelo decreto-lei nº 42.142, de 07/02/1959, alterados depois pelo decreto-lei nº 42.751, de 22/12/1959

| Nº de habitantes | Nº de habitantes | Nº de habitantes | Nº de habitantes | Nº de habitantes | Nº de habitantes | Nº de habitantes | Nº de habitantes | Nº de habitantes | Nº de habitantes | Nº de habitantes | Nº de habitantes | Nº de habitantes | Nº de habitantes | Nº de habitantes | Nº de habitantes |
| ---------------- | ---------------- | ---------------- | ---------------- | ---------------- | ---------------- | ---------------- | ---------------- | ---------------- | ---------------- | ---------------- | ---------------- | ---------------- | ---------------- | ---------------- | ---------------- |
| 1864             | 1878             | 1890             | 1900             | 1911             | 1920             | 1930             | 1940             | 1950             | 1960             | 1970             | 1981             | 1991             | 2001             | 2011             |                  |
| 6108             | 8638             | 10849            | 12412            | 12464            | 13733            | 13995            | 15595            | 13573            | 14980            | 10840            | 9289             | 7045             | 6068             | 4486             |                  |
|                  | +41%             | +26%             | +14%             | +0%              | +10%             | +2%              | +11%             | -13%             | +10%             | -28%             | -14%             | -24%             | -14%             | -26%             |                  |

|     | 0-14 anos  | 15-24 anos | 25-64 anos   | 65 e + anos  |
| Hab | 559 \| 449 | 661 \| 436 | 3187 \| 2494 | 1661 \| 1107 |
| Var | -20%       | -34%       | -22%         | -33%         |

## Arruamentos
A freguesia da Pena continha 72 arruamentos. Eram eles:
| - Alameda de Santo António dos Capuchos - Beco da Bempostinha - Beco de São Lázaro - Beco de São Luís da Pena - Beco do Índia - Beco dos Birbantes - Calçada de Santana - Calçada de Santo António - Calçada do Conde de Pombeiro - Calçada do Garcia - Calçada do Lavra - Calçada do Moinho de Vento - Calçada Nova do Colégio - Campo dos Mártires da Pátria - Escadinhas da Barroca - Escadinhas da Porta do Carro - Largo da Escola Municipal - Largo de São Domingos - Largo do Convento da Encarnação - Largo do Mastro - Largo do Mitelo - Largo do Tabelião - Paço da Rainha - Pátio do Sequeiro | - Rua Antero de Quental - Rua Câmara Pestana - Rua Capitão Renato Baptista - Rua Conselheiro Arantes Pedroso - Rua da Bempostinha - Rua da Cruz da Carreira - Rua da Escola do Exército - Rua da Oliveira de São Lázaro - Rua das Portas de Santo Antão - Rua de Dona Estefânia - Rua de Martim Vaz - Rua de Rafael de Andrade - Rua de Santo António dos Capuchos - Rua de São Lázaro - Rua do Arco da Graça - Rua do Convento da Encarnação - Rua do Desterro - Rua do Instituto Bacteriológico - Rua do Saco - Rua do Sol a Santana - Rua dos Castelinhos - Rua Dr. Almeida Amaral - Rua Gomes Freire - Rua Jacinta Marto | - Rua Joaquim Bonifácio - Rua José António Serrano - Rua Júlio de Andrade - Rua Manuel Bento de Sousa - Rua Nova do Desterro - Rua Padre Luís Aparício - Travessa da Cruz do Desterro - Travessa da Cruz do Torel - Travessa da Pena - Travessa das Recolhidas - Travessa das Salgadeiras - Travessa de Gaspar Trigo - Travessa de Santana - Travessa de Santana da Cruz - Travessa de São Bernardino - Travessa do Adro - Travessa do Colégio - Travessa do Convento da Encarnação - Travessa do Forno do Torel - Travessa do Forte - Travessa do Hospital - Travessa do Meio do Forte - Travessa do Torel - Travessa José Vaz de Carvalho |